# Burmanski tofu
Burmanski tofu (burmanski: တိုဖူး, izgovara se [tòpʰú]; ili burmanski: တိုဟူး, izgovara se [tòhú]) hrana je podrijetlom Shan i Kineza iz države Yunnan. 
Napravljena je od vode i brašna žutog graška odnosno u burmanskoj verziji brašna od slanutka, također poznato kao besan brašno, na način sličan pripremi palente. Brašno se pomiješa s vodom, kurkumom i malo soli te uz stalno miješanje zagrijava dok ne postane kremasto. Zatim se premjesti u pleh i ostavi da se stegne. Također se može napraviti od sušenog slanutka umjesto od brašna. U tom postupku sušeni slanutak se namače preko noći. Nakon što je ponovno hidriran, samelje se u pire s nešto tekućine korištene za namakanje, a zatim se ostavi nekoliko sati da odstoji. Zatim se skine veći dio gornjeg sloja bistre tekućine, a preostali pire zakuha s kurkumom i soli te se kuha i stegne na isti način kao verzija s brašnom od slanutka. Mat žute je boje, želeaste ali čvrste konzistencije, ne mrvi se pri rezanju. Može se jesti svjež kao burmanska tofu salata ili pržen u dubokom ulju u burmanskom popečku. Također se može narezati i osušiti za izradu krekera za duboko prženje. Unatoč nazivu, burmanski tofu nije povezan s kineskim tofuom, koji se radi od sojinog mlijeka s dodanim sredstvima za grušanje.